# Xiamen
Xiamen (conosciuta anche come Amoy) è una città della Cina nella provincia del Fujian. È posta di fronte all'isola di Taiwan e confina a nord con la città di Quanzhou e a sud con la città di Zhangzhou.

## Storia
Nata nel 1394 come fortezza contro le incursioni dei pirati, divenne in seguito porto marittimo. Nel 1842, in seguito alla sconfitta nella guerra dell'oppio, Amoy, come era conosciuta dagli inglesi, divenne uno dei cinque porti franchi aperti ai commerci internazionali. Più tardi divenne un importante centro industriale.
A partire dal 1980 fu una delle prime quattro zone economiche speciali autorizzate dal governo centrale a sviluppare una economia diversificata.

## Luoghi d'interesse
- Tempio Nanputuo: unico tempio buddista rimasto in città.
- Museo dei Cinesi all'Estero (Huáqiáo bówùguăn), che tratta della storia di quei cinesi che hanno deciso di emigrare all'estero.
- Zhongshan Road (Zhōng Shān lù), una vivacissima strada con edifici in stile coloniale.
- Museo dell'Organo (sull'isola Gulangyu), che raccoglie oltre 100 organi[2].